# Paris-Roubaix 2012
La 110e édition de Paris-Roubaix a eu lieu le 8 avril 2012 entre Compiègne et le vélodrome André-Pétrieux de Roubaix. Il s'agit de la dixième épreuve de l'UCI World Tour 2012.
Elle est remportée par le Belge Tom Boonen (Omega Pharma-Quick Step) après 50 kilomètres en solitaire. En remportant sa quatrième victoire sur l'Enfer du Nord, il égale le record de son compatriote Roger De Vlaeminck datant de 1977 et devient le premier coureur à réaliser deux fois le doublé Tour des Flandres-Paris-Roubaix. Il conforte également sa première place au classement du World Tour après avoir remporté les quatre classiques flandriennes.
Avec un écart de 1 minute et 39 secondes, le Français Sébastien Turgot (Europcar) prend la deuxième place de cette édition en devançant au sprint Alessandro Ballan (BMC Racing), Juan Antonio Flecha (Sky) et Niki Terpstra (Omega Pharma-Quick Step).
L'Américain George Hincapie (BMC Racing) prend part à son 17e Paris-Roubaix tout comme le Français Frédéric Guesdon (FDJ-BigMat), vainqueur en 1997, ce qui constitue un nouveau record malgré un abandon et une arrivée hors-délai pour le premier et deux abandons et une arrivée hors-délai pour le second,,,. L'ancien record était de 16 participations, qu'ils codétenaient avec le Belge Raymond Impanis et le Néerlandais Servais Knaven vainqueur respectivement des éditions 1954 et 2001.

## Présentation

### Parcours
La célèbre Trouée d'Arenberg a été une nouvelle fois menacée de ne pas figurer au parcours de cette 110e édition,. Cependant après avoir eu l'accord d'effectuer des travaux de nettoyage, la direction (ASO) a confirmé sa présence. La classique part une nouvelle fois de Compiègne pour arriver à Roubaix, sur le vélodrome André-Pétrieux, après 257,5 km de course.
Cette édition comporte 27 secteurs pavés pour une longueur totale de 51,5 kilomètres, répartis comme l'an dernier. De plus, un autre secteur non répertorié entre Artres et Préseau long de 1 900 m est de nouveau présent. Il se situe entre le secteur 22 et 21 et au km 137.
| Secteur | Kilomètre | Localisation                              | Longueur | Difficulté |
| ------- | --------- | ----------------------------------------- | -------- | ---------- |
| 27      | 97,5      | Troisvilles > Inchy                       | 2 200 m  | 03         |
| 26      | 104       | Viesly > Quiévy                           | 1 800 m  | 03         |
| 25      | 106,5     | Quiévy > Saint-Python                     | 3 700 m  | 04         |
| 24      | 111,5     | Saint-Python                              | 1 500 m  | 02         |
| 23      | 119,5     | Vertain > Saint-Martin-sur-Écaillon       | 2 300 m  | 03         |
| 22      | 126       | Capelle-sur-Écaillon > Ruesnes            | 1 700 m  | 03         |
| 21      | 142       | Aulnoy-lez-Valenciennes > Famars          | 2 600 m  | 05         |
| 20      | 145,5     | Famars > Quérénaing                       | 1 200 m  | 02         |
| 19      | 149       | Quérénaing > Maing                        | 2 500 m  | 03         |
| 18      | 152       | Maing > Monchaux-sur-Écaillon             | 1 600 m  | 03         |
| 17      | 163,5     | Haveluy > Wallers                         | 2 500 m  | 04         |
| 16      | 172       | Trouée d'Arenberg                         | 2 400 m  | 05         |
| 15      | 178,5     | Millonfosse > Bousignies                  | 1 400 m  | 03         |
| 14-2    | 183       | Brillon > Tilloy-lez-Marchiennes          | 1 100 m  | 02         |
| 14-1    | 185,5     | Tilloy-lez-Marchiennes > Sars-et-Rosières | 2 400 m  | 03         |
| 13      | 192       | Beuvry-la-Forêt > Orchies                 | 1 400 m  | 03         |
| 12      | 197       | Orchies                                   | 1 700 m  | 03         |
| 11      | 203       | Auchy-lez-Orchies > Bersée                | 2 600 m  | 04         |
| 10      | 208,5     | Mons-en-Pévèle                            | 3 000 m  | 05         |
| 9       | 215       | Mérignies > Avelin                        | 700 m    | 02         |
| 8       | 218       | Pont-Thibaut > Ennevelin                  | 1 400 m  | 03         |
| 7-2     | 223,5     | Templeuve (L'Épinette)                    | 200 m    | 01         |
| 7-1     | 224       | Templeuve (Moulin-de-Vertain)             | 500 m    | 02         |
| 6-2     | 230,5     | Cysoing > Bourghelles                     | 1 300 m  | 04         |
| 6-1     | 233       | Bourghelles > Wannehain                   | 1 100 m  | 03         |
| 5       | 237,5     | Camphin-en-Pévèle                         | 1 800 m  | 04         |
| 4       | 240,5     | Carrefour de l'Arbre                      | 2 100 m  | 05         |
| 3       | 242,5     | Gruson                                    | 1 100 m  | 02         |
| 2       | 249,5     | Willems > Hem                             | 1 400 m  | 02         |
| 1       | 256,5     | Roubaix                                   | 300 m    | 01         |
| Total   | Total     | Total                                     | 51 500 m | 51 500 m   |

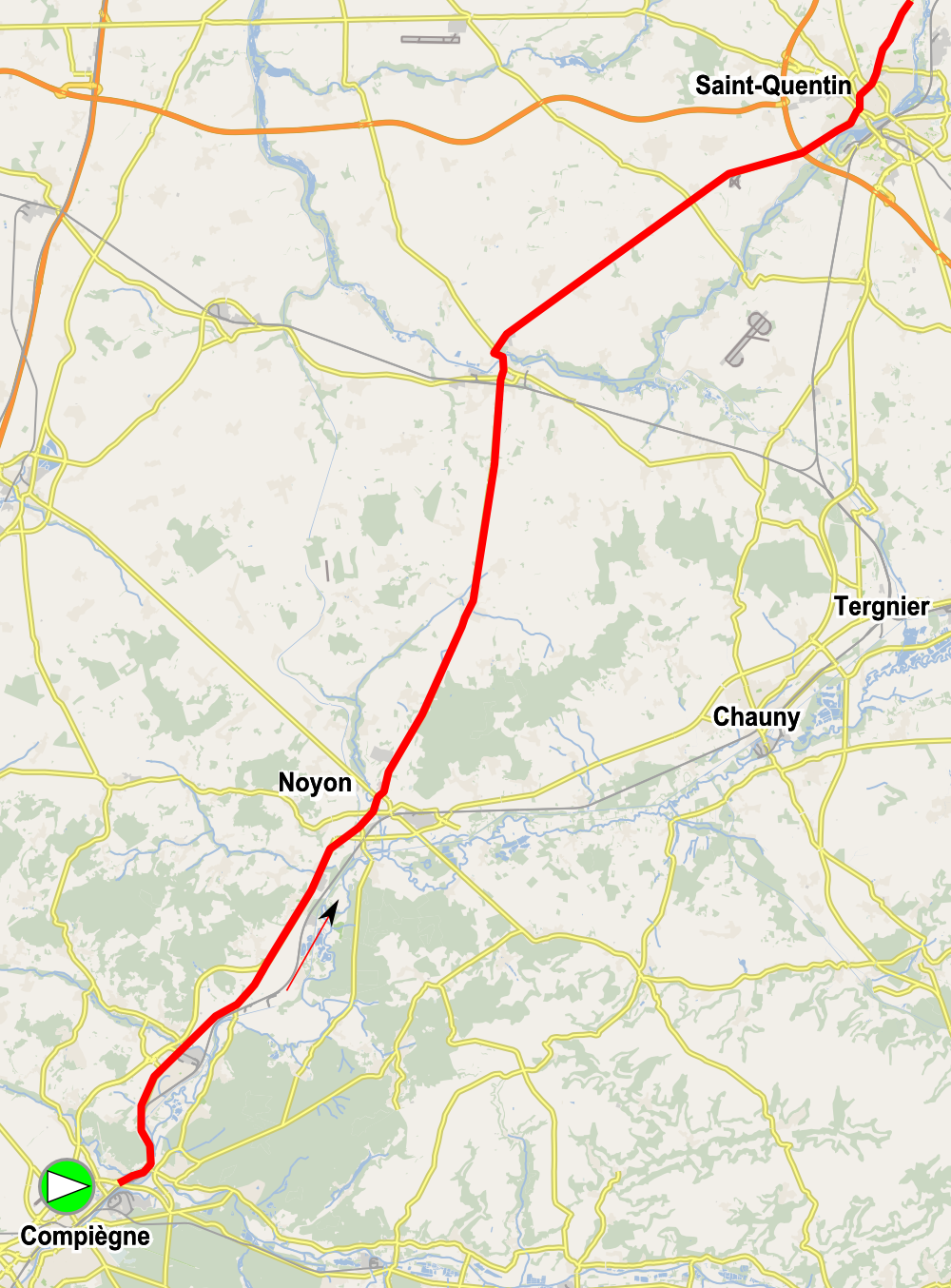
Première partie du parcours, secteurs pavés en vert.
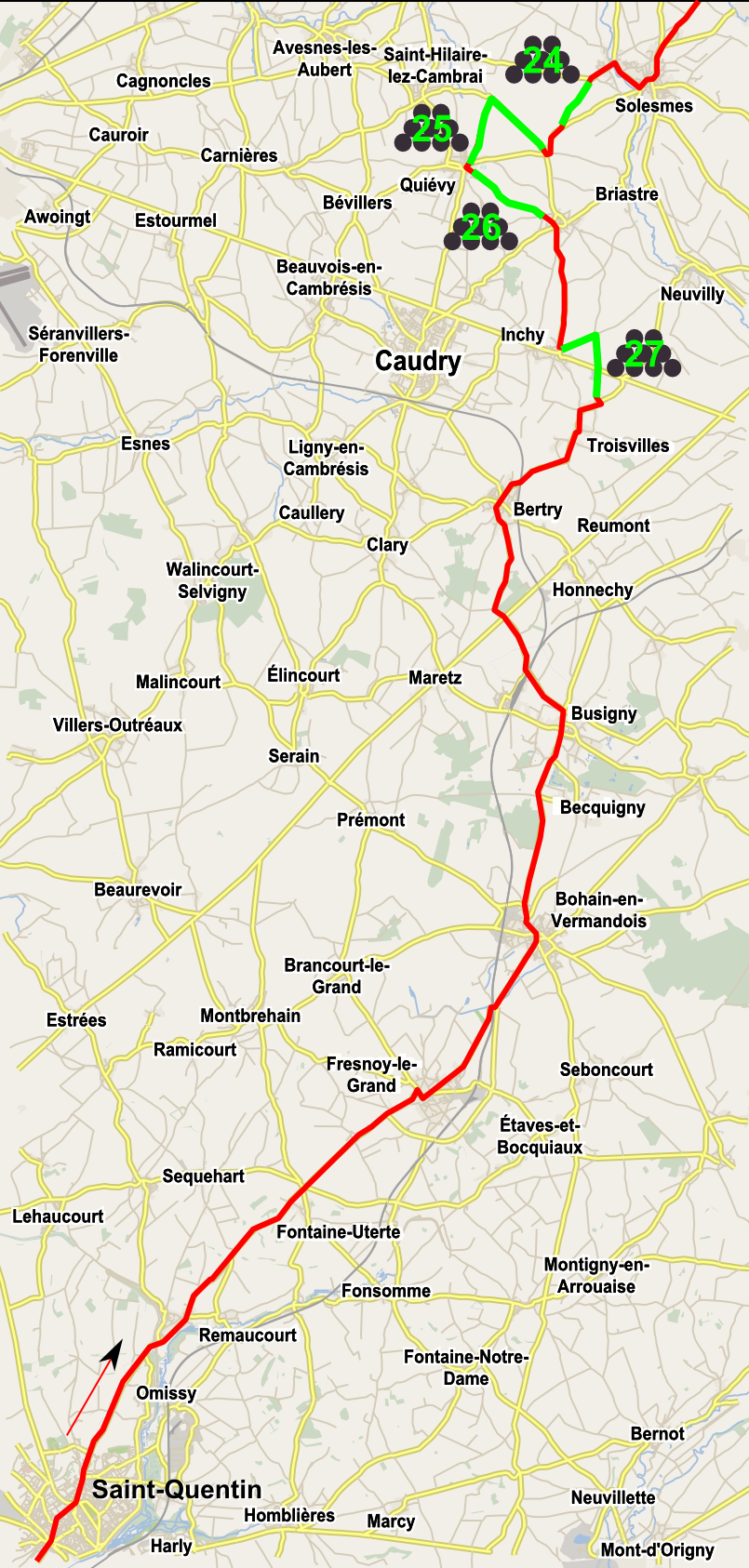
Parcours entre Saint-Quentin et Solesmes.
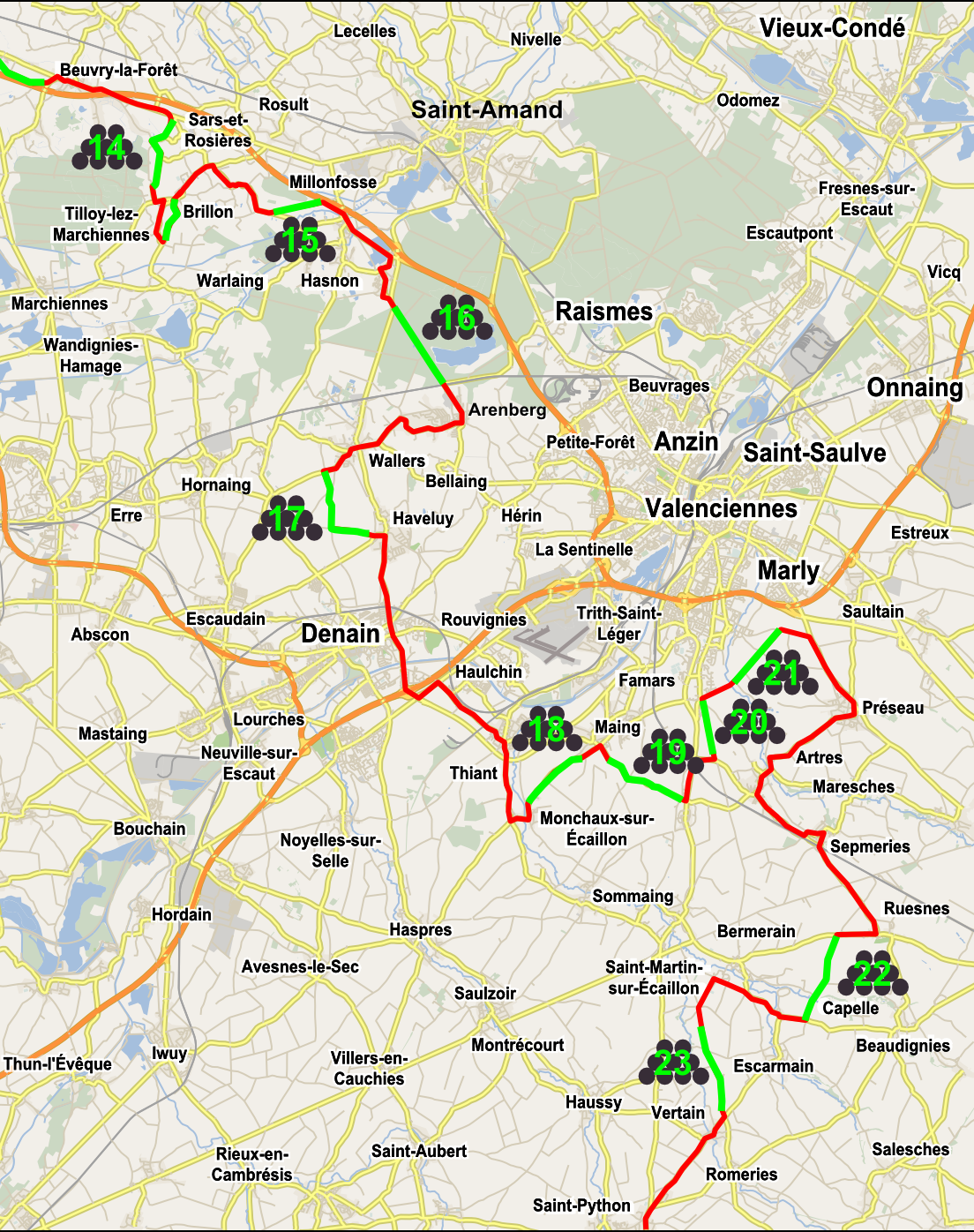
Parcours entre Solesmes et Orchies.
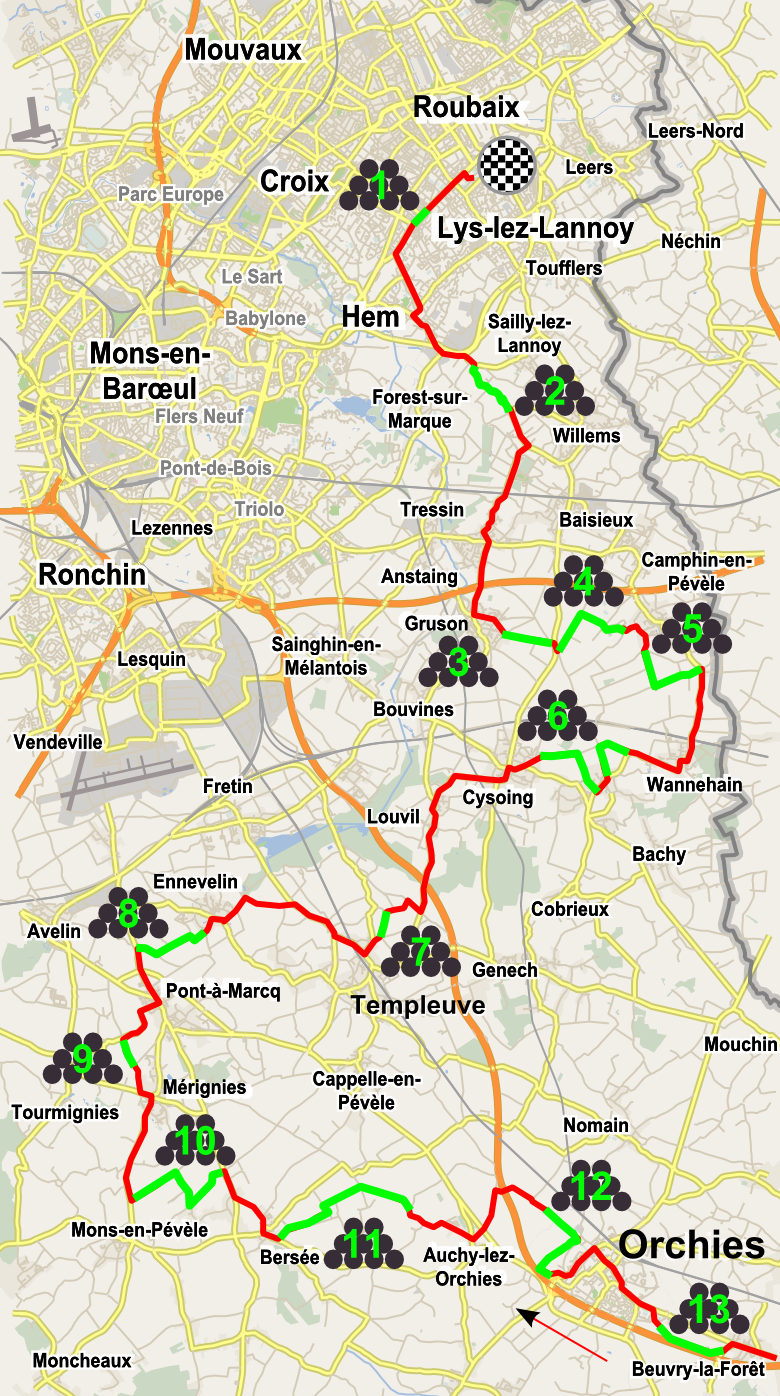
Final de la course

### Équipes
L'organisateur Amaury Sport Organisation a communiqué la liste des équipes invitées le 19 mars 2012. 25 équipes participent à ce Paris-Roubaix - 18 ProTeams et 7 équipes continentales professionnelles :
| Nom de l'équipe         | Pays        | Code |
| ----------------------- | ----------- | ---- |
| AG2R La Mondiale        | France      | ALM  |
| Astana                  | Kazakhstan  | AST  |
| BMC Racing              | États-Unis  | BMC  |
| Euskaltel-Euskadi       | Espagne     | EUS  |
| FDJ-BigMat              | France      | FDJ  |
| Garmin-Barracuda        | États-Unis  | GRM  |
| GreenEDGE               | Australie   | GEC  |
| Katusha                 | Russie      | KAT  |
| Lampre-ISD              | Italie      | LAM  |
| Liquigas-Cannondale     | Italie      | LIQ  |
| Lotto-Belisol           | Belgique    | LTB  |
| Movistar                | Espagne     | MOV  |
| Omega Pharma-Quick Step | Belgique    | OPQ  |
| Rabobank                | Pays-Bas    | RAB  |
| RadioShack-Nissan       | Luxembourg  | RNT  |
| Saxo Bank               | Danemark    | SAX  |
| Sky                     | Royaume-Uni | SKY  |
| Vacansoleil-DCM         | Pays-Bas    | VCD  |

| Nom de l'équipe           | Pays        | Code |
| ------------------------- | ----------- | ---- |
| Argos-Shimano             | Pays-Bas    | ARG  |
| Bretagne-Schuller         | France      | BSC  |
| Cofidis                   | France      | COF  |
| Europcar                  | France      | EUC  |
| Farnese Vini-Selle Italia | Royaume-Uni | FAR  |
| NetApp                    | Allemagne   | APP  |
| Saur-Sojasun              | France      | SAU  |

### Favoris
Après sa chute lors du Tour des Flandres qui lui a causé une quadruple fracture de la clavicule droite, le Suisse Fabian Cancellara (RadioShack-Nissan) ne pourra pas participer à cette édition 2012 de Paris-Roubaix. Ainsi, le Belge Tom Boonen (Omega Pharma-Quick Step) est considéré comme le grand favori de l'épreuve après ses 3 récents succès dans le Grand Prix E3, Gand-Wevelgem, et surtout le Tour des Flandres. D'autres coureurs s'y sont montrés en bon état de forme, tels que les Italiens Alessandro Ballan (BMC Racing) et Filippo Pozzato (Farnese Vini-Selle Italia), le Belge Stijn Devolder (Vacansoleil-DCM). Le tenant du titre belge Johan Vansummeren (Garmin-Barracuda), ainsi que le Norvégien Thor Hushovd (BMC Racing) et l'Espagnol Juan Antonio Flecha (Sky), respectivement deuxième et troisième en 2010, sont également présents.

## Récit de la course
Après une heure de course, douze hommes parviennent à s'échapper et leur avance dépasse rapidement les quatre minutes. Puis une chute divise le peloton en plusieurs blocs dans le secteur pavé 22 de Capelle-sur-Écaillon à Ruesnes. Le groupe de tête se réduit petit à petit.
Un peu plus tard, la Trouée d'Arenberg ne fait pas la différence au sein du peloton. Jimmy Casper (AG2R La Mondiale) et Matthieu Ladagnous (FDJ-BigMat) sortent dans un premier temps, suivis par Alessandro Ballan (BMC Racing) et Juan Antonio Flecha (Sky), avant que Sylvain Chavanel (Omega Pharma-Quick Step) ne leur emboîte le pas. Ce dernier crève cependant au moment où les favoris opèrent leur retour sur la tête de course.
Tom Boonen (Omega Pharma-Quick Step) en profite pour lancer son attaque, suivi par son coéquipier Niki Terpstra, Filippo Pozzato (Farnese Vini-Selle Italia), Alessandro Ballan et Sébastien Turgot (Europcar). Rapidement, ces trois derniers coureurs stoppent leur effort, laissant les deux coureurs d’Omega Pharma-Quick Step s’envoler seuls. Terpstra aide son leader pendant quelques minutes, avant de le laisser en solitaire à une cinquantaine de kilomètres de l’arrivée. Finalement, Tom Boonen n'est pas rejoint et remporte son quatrième Paris-Roubaix ,. Le groupe Terpstra-Turgot rejoint sur le vélodrome le trio Ballan-Boom-Flecha, et c'est Turgot qui gagne le sprint de la deuxième place devant Ballan, après visionnage de la photo-finish et devient le premier français depuis Frédéric Guesdon en 1997 à monter sur le podium de Paris-Roubaix. Ce dernier prend sa retraite sportive à l'issue de la course, qu'il termine hors-délais.

## Classement final

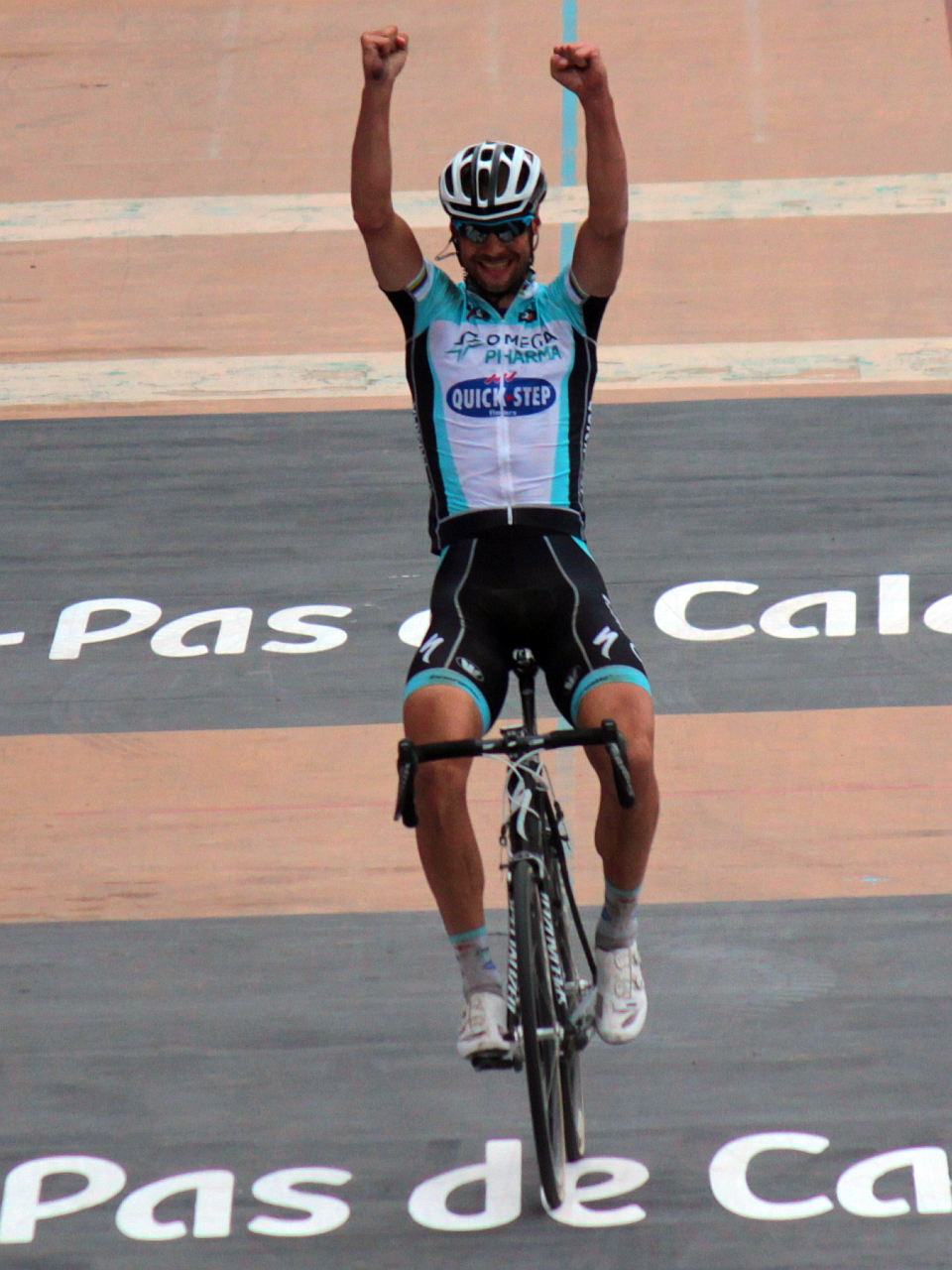
Tom Boonen triomphant sa quatrième victoire à l'arrivée

|    | Coureur             | Équipe                  |    | Temps           | Points UCI |
| -- | ------------------- | ----------------------- | -- | --------------- | ---------- |
| 1  | Tom Boonen          | Omega Pharma-Quick Step | en | 5 h 55 min 22 s | 100        |
| 2  | Sébastien Turgot    | Europcar                | +  | 1 min 39 s      | -          |
| 3  | Alessandro Ballan   | BMC Racing              |    | 1 min 39 s      | 70         |
| 4  | Juan Antonio Flecha | Sky                     |    | 1 min 39 s      | 60         |
| 5  | Niki Terpstra       | Omega Pharma-Quick Step |    | 1 min 39 s      | 50         |
| 6  | Lars Boom           | Rabobank                |    | 1 min 43 s      | 40         |
| 7  | Matteo Tosatto      | Saxo Bank               |    | 3 min 31 s      | 30         |
| 8  | Mathew Hayman       | Sky                     |    | 3 min 31 s      | 20         |
| 9  | Johan Vansummeren   | Garmin-Barracuda        |    | 3 min 31 s      | 10         |
| 10 | Maarten Wynants     | Rabobank                |    | 3 min 31 s      | 4          |

## Liste des participants
- Liste de départ complète

| Légende | Légende                                                     | Légende | Légende                                          |
| ------- | ----------------------------------------------------------- | ------- | ------------------------------------------------ |
| Num     | Dossard de départ porté par le coureur sur ce Paris-Roubaix | Pos     | Position à l'arrivée de la course                |
| NP      | Indique un coureur qui n'a pas pris le départ de la course  | AB      | Indique un coureur qui n'a pas terminé la course |
| HD      | Indique un coureur qui a terminé la course hors des délais  |         |                                                  |

| Garmin-Barracuda GRM | Garmin-Barracuda GRM     | Garmin-Barracuda GRM |
| -------------------- | ------------------------ | -------------------- |
| Num                  | Coureur                  | Pos                  |
| 1                    | Johan Vansummeren (BEL)  | 9e                   |
| 2                    | Jack Bauer (NZL)         | HD                   |
| 3                    | Tyler Farrar (USA)       | 29e                  |
| 4                    | Heinrich Haussler (AUS)  | 32e                  |
| 5                    | Andreas Klier (GER)      | AB                   |
| 6                    | Jacob Rathe (USA)        | AB                   |
| 7                    | Sep Vanmarcke (BEL)      | 84e                  |
| 10                   | Sébastien Rosseler (BEL) | AB                   |

| Omega Pharma-Quick Step OPQ | Omega Pharma-Quick Step OPQ                 | Omega Pharma-Quick Step OPQ |
| --------------------------- | ------------------------------------------- | --------------------------- |
| Num                         | Coureur                                     | Pos                         |
| 11                          | Tom Boonen (BEL)                            | 1er                         |
| 12                          | Sylvain Chavanel (FRA) → Champion de France | 27e                         |
| 13                          | Iljo Keisse (BEL)                           | AB                          |
| 14                          | Gert Steegmans (BEL)                        | 85e                         |
| 15                          | Niki Terpstra (NED)                         | 5e                          |
| 16                          | Matteo Trentin (ITA)                        | AB                          |
| 17                          | Guillaume Van Keirsbulck (BEL)              | AB                          |
| 18                          | Stijn Vandenbergh (BEL)                     | 24e                         |

| Rabobank RAB | Rabobank RAB             | Rabobank RAB |
| ------------ | ------------------------ | ------------ |
| Num          | Coureur                  | Pos          |
| 21           | Maarten Tjallingii (NED) | 33e          |
| 22           | Lars Boom (NED)          | 6e           |
| 23           | Tom Leezer (NED)         | 46e          |
| 24           | Bram Tankink (NED)       | 55e          |
| 25           | Jos van Emden (NED)      | 74e          |
| 26           | Dennis van Winden (NED)  | HD           |
| 27           | Coen Vermeltfoort (NED)  | AB           |
| 28           | Maarten Wynants (BEL)    | 10e          |

| BMC Racing BMC | BMC Racing BMC          | BMC Racing BMC |
| -------------- | ----------------------- | -------------- |
| Num            | Coureur                 | Pos            |
| 31             | Alessandro Ballan (ITA) | 3e             |
| 32             | Marcus Burghardt (GER)  | 36e            |
| 33             | George Hincapie (USA)   | 43e            |
| 34             | Thor Hushovd (NOR)      | 14e            |
| 35             | Taylor Phinney (USA)    | 15e            |
| 36             | Manuel Quinziato (ITA)  | 82e            |
| 37             | Michael Schär (SUI)     | 37e            |
| 38             | Danilo Wyss (SUI)       | AB             |

| Farnese Vini-Selle Italia FAR | Farnese Vini-Selle Italia FAR | Farnese Vini-Selle Italia FAR |
| ----------------------------- | ----------------------------- | ----------------------------- |
| Num                           | Coureur                       | Pos                           |
| 41                            | Filippo Pozzato (ITA)         | AB                            |
| 42                            | Luca Ascani (ITA)             | AB                            |
| 43                            | Cristiano Benenati (ITA)      | AB                            |
| 44                            | Thomas Bertolini (ITA)        | AB                            |
| 45                            | Roberto De Patre (ITA)        | HD                            |
| 46                            | Oscar Gatto (ITA)             | AB                            |
| 47                            | Leonardo Giordani (ITA)       | AB                            |
| 48                            | Kevin Hulsmans (BEL)          | 17e                           |

| Sky SKY | Sky SKY                    | Sky SKY |
| ------- | -------------------------- | ------- |
| Num     | Coureur                    | Pos     |
| 51      | Juan Antonio Flecha (ESP)  | 4e      |
| 52      | Bernhard Eisel (AUT)       | 86e     |
| 53      | Edvald Boasson Hagen (NOR) | 42e     |
| 54      | Mathew Hayman (AUS)        | 8e      |
| 55      | Jeremy Hunt (GBR)          | AB      |
| 56      | Christian Knees (GER)      | 56e     |
| 57      | Ian Stannard (GBR)         | 51e     |
| 58      | Christopher Sutton (AUS)   | HD      |

| RadioShack-Nissan RNT | RadioShack-Nissan RNT   | RadioShack-Nissan RNT |
| --------------------- | ----------------------- | --------------------- |
| Num                   | Coureur                 | Pos                   |
| 61                    | Grégory Rast (SUI)      | 13e                   |
| 62                    | Daniele Bennati (ITA)   | AB                    |
| 63                    | Tony Gallopin (FRA)     | AB                    |
| 64                    | Markel Irizar (ESP)     | HD                    |
| 65                    | Giacomo Nizzolo (ITA)   | AB                    |
| 66                    | Yaroslav Popovych (UKR) | AB                    |
| 67                    | Hayden Roulston (NZL)   | 26e                   |
| 68                    | Jesse Sergent (NZL)     | 66e                   |

| GreenEDGE GEC | GreenEDGE GEC                         | GreenEDGE GEC |
| ------------- | ------------------------------------- | ------------- |
| Num           | Coureur                               | Pos           |
| 71            | Stuart O'Grady (AUS)                  | 53e           |
| 72            | Baden Cooke (AUS)                     | AB            |
| 73            | Jens Keukeleire (BEL)                 | HD            |
| 74            | Brett Lancaster (AUS)                 | AB            |
| 75            | Jens Mouris (NED)                     | 75e           |
| 76            | Svein Tuft (CAN) → Champion du Canada | AB            |
| 77            | Tomas Vaitkus (LTU)                   | AB            |
| 78            | Matthew Wilson (AUS)                  | AB            |

| Lotto-Belisol LTB | Lotto-Belisol LTB       | Lotto-Belisol LTB |
| ----------------- | ----------------------- | ----------------- |
| Num               | Coureur                 | Pos               |
| 81                | André Greipel (GER)     | 77e               |
| 82                | Sander Cordeel (BEL)    | AB                |
| 83                | Kenny Dehaes (BEL)      | 73e               |
| 84                | Jens Debusschere (BEL)  | AB                |
| 85                | Gregory Henderson (NZL) | AB                |
| 86                | Maarten Neyens (BEL)    | AB                |
| 87                | Marcel Sieberg (GER)    | AB                |
| 68                | Frederik Willems (BEL)  | AB                |

| Katusha KAT | Katusha KAT                                           | Katusha KAT |
| ----------- | ----------------------------------------------------- | ----------- |
| Num         | Coureur                                               | Pos         |
| 91          | Luca Paolini (ITA)                                    | 11e         |
| 92          | Marco Haller (AUT)                                    | HD          |
| 93          | Vladimir Isaychev (RUS)                               | AB          |
| 94          | Alexander Kristoff (NOR) → Champion de Norvège        | 57e         |
| 95          | Aliaksandr Kuschynski (BLR) → Champion de Biélorussie | AB          |
| 96          | Alexander Porsev (RUS)                                | 62e         |
| 97          | Rüdiger Selig (GER)                                   | 61e         |
| 98          | Maxime Vantomme (BEL)                                 | 76e         |

| Vacansoleil-DCM VCD | Vacansoleil-DCM VCD                        | Vacansoleil-DCM VCD |
| ------------------- | ------------------------------------------ | ------------------- |
| Num                 | Coureur                                    | Pos                 |
| 102                 | Kris Boeckmans (BEL)                       | AB                  |
| 103                 | Stijn Devolder (BEL)                       | 58e                 |
| 104                 | Gustav Larsson (SWE)                       | 31e                 |
| 105                 | Marco Marcato (ITA)                        | 20e                 |
| 106                 | Martin Mortensen (DEN)                     | HD                  |
| 107                 | Frederik Veuchelen (BEL)                   | 52e                 |
| 109                 | Pim Ligthart (NED) → Champion des Pays-Bas | AB                  |
| 110                 | Bert-Jan Lindeman (NED)                    | 49e                 |

| FDJ-BigMat FDJ | FDJ-BigMat FDJ           | FDJ-BigMat FDJ |
| -------------- | ------------------------ | -------------- |
| Num            | Coureur                  | Pos            |
| 111            | Frédéric Guesdon (FRA)   | HD             |
| 112            | William Bonnet (FRA)     | AB             |
| 113            | David Boucher (FRA)      | HD             |
| 114            | Steve Chainel (FRA)      | 16e            |
| 115            | Mickaël Delage (FRA)     | 34e            |
| 116            | Yauheni Hutarovich (BLR) | 41e            |
| 117            | Matthieu Ladagnous (FRA) | 12e            |
| 118            | Dominique Rollin (CAN)   | 54e            |

| Saxo Bank SAX | Saxo Bank SAX               | Saxo Bank SAX |
| ------------- | --------------------------- | ------------- |
| Num           | Coureur                     | Pos           |
| 121           | Matteo Tosatto (ITA)        | 7e            |
| 122           | Lucas Sebastián Haedo (ARG) | 72e           |
| 123           | Jonas Aaen Jørgensen (DEN)  | AB            |
| 124           | Kasper Klostergaard (DEN)   | 35e           |
| 125           | Anders Lund (DEN)           | 78e           |
| 126           | Jarosław Marycz (POL)       | HD            |
| 127           | Michael Mørkøv (DEN)        | 59e           |
| 128           | Luke Roberts (AUS)          | HD            |

| Lampre-ISD LAM | Lampre-ISD LAM                               | Lampre-ISD LAM |
| -------------- | -------------------------------------------- | -------------- |
| Num            | Coureur                                      | Pos            |
| 131            | Danilo Hondo (GER)                           | 64e            |
| 132            | Matteo Bono (ITA)                            | AB             |
| 133            | Vitaliy Buts (UKR)                           | AB             |
| 134            | Davide Cimolai (ITA)                         | AB             |
| 135            | Massimo Graziato (ITA)                       | AB             |
| 136            | Dmytro Krivtsov (UKR)                        | HD             |
| 137            | Yuriy Krivtsov (FRA)                         | HD             |
| 138            | Oleksandr Kvachuk (UKR) → Champion d'Ukraine | AB             |

| Liquigas-Cannondale LIQ | Liquigas-Cannondale LIQ | Liquigas-Cannondale LIQ |
| ----------------------- | ----------------------- | ----------------------- |
| Num                     | Coureur                 | Pos                     |
| 141                     | Daniel Oss (ITA)        | 60e                     |
| 142                     | Federico Canuti (ITA)   | AB                      |
| 143                     | Mauro Da Dalto (ITA)    | AB                      |
| 144                     | Ted King (USA)          | AB                      |
| 145                     | Kristjan Koren (SLO)    | AB                      |
| 147                     | Alan Marangoni (ITA)    | AB                      |
| 148                     | Juraj Sagan (SVK)       | HD                      |

| Europcar EUC | Europcar EUC             | Europcar EUC |
| ------------ | ------------------------ | ------------ |
| Num          | Coureur                  | Pos          |
| 151          | Sébastien Turgot (FRA)   | 2e           |
| 152          | Sébastien Chavanel (FRA) | 80e          |
| 153          | Rafaâ Chtioui (TUN)      | HD           |
| 154          | Damien Gaudin (FRA)      | 25e          |
| 155          | Yohann Gène (FRA)        | AB           |
| 156          | Saïd Haddou (FRA)        | 38e          |
| 157          | Alexandre Pichot (FRA)   | AB           |
| 158          | David Veilleux (CAN)     | 47e          |

| AG2R La Mondiale ALM | AG2R La Mondiale ALM    | AG2R La Mondiale ALM |
| -------------------- | ----------------------- | -------------------- |
| Num                  | Coureur                 | Pos                  |
| 161                  | Lloyd Mondory (FRA)     | 45e                  |
| 162                  | Jimmy Casper (FRA)      | 19e                  |
| 163                  | Martin Elmiger (SUI)    | AB                   |
| 164                  | Gregor Gazvoda (SLO)    | HD                   |
| 165                  | Kristof Goddaert (BEL)  | HD                   |
| 166                  | Steve Houanard (FRA)    | AB                   |
| 167                  | Romain Lemarchand (FRA) | AB                   |
| 168                  | Sébastien Minard (FRA)  | 39e                  |

| Argos-Shimano ARG | Argos-Shimano ARG        | Argos-Shimano ARG |
| ----------------- | ------------------------ | ----------------- |
| Num               | Coureur                  | Pos               |
| 171               | Tom Veelers (NED)        | AB                |
| 172               | Bert De Backer (BEL)     | 83e               |
| 173               | John Degenkolb (GER)     | 63e               |
| 174               | Dominic Klemme (GER)     | HD                |
| 175               | Roger Kluge (GER)        | HD                |
| 176               | Ramon Sinkeldam (NED)    | HD                |
| 177               | Tom Stamsnijder (NED)    | AB                |
| 178               | Ronan van Zandbeek (NED) | HD                |

| Astana AST | Astana AST               | Astana AST |
| ---------- | ------------------------ | ---------- |
| Num        | Coureur                  | Pos        |
| 181        | Dmitriy Muravyev (KAZ)   | AB         |
| 182        | Assan Bazayev (KAZ)      | AB         |
| 183        | Borut Božič (SLO)        | 48e        |
| 184        | Dmitriy Gruzdev (KAZ)    | AB         |
| 185        | Jacopo Guarnieri (ITA)   | 23e        |
| 187        | Valentin Iglinskiy (KAZ) | AB         |

| Movistar MOV | Movistar MOV              | Movistar MOV |
| ------------ | ------------------------- | ------------ |
| Num          | Coureur                   | Pos          |
| 191          | Andrey Amador (CRC)       | 40e          |
| 192          | Imanol Erviti (ESP)       | 50e          |
| 193          | Jesús Herrada (ESP)       | AB           |
| 194          | Francisco Ventoso (ESP)   | NP           |
| 195          | Rubén Plaza (ESP)         | AB           |
| 196          | Ignatas Konovalovas (LTU) | 22e          |
| 197          | Pablo Lastras (ESP)       | AB           |

| Saur-Sojasun SAU | Saur-Sojasun SAU         | Saur-Sojasun SAU |
| ---------------- | ------------------------ | ---------------- |
| Num              | Coureur                  | Pos              |
| 201              | Jimmy Engoulvent (FRA)   | 21e              |
| 202              | Jérémie Galland (FRA)    | AB               |
| 203              | Christophe Laborie (FRA) | HD               |
| 204              | Laurent Mangel (FRA)     | 81e              |
| 205              | Rony Martias (FRA)       | AB               |
| 206              | Jean-Lou Paiani (FRA)    | 30e              |
| 207              | Stéphane Poulhiès (FRA)  | AB               |
| 208              | Yannick Talabardon (FRA) | AB               |

| Euskaltel-Euskadi EUS | Euskaltel-Euskadi EUS       | Euskaltel-Euskadi EUS |
| --------------------- | --------------------------- | --------------------- |
| Num                   | Coureur                     | Pos                   |
| 211                   | Ricardo García Ambroa (ESP) | AB                    |
| 212                   | Pierre Cazaux (FRA)         | AB                    |
| 213                   | Ion Izagirre (ESP)          | 79e                   |
| 215                   | Alan Pérez (ESP)            | AB                    |
| 216                   | Rubén Pérez (ESP)           | HD                    |
| 217                   | Adrián Sáez (ESP)           | AB                    |
| 218                   | Pablo Urtasun (ESP)         | AB                    |

| Cofidis COF | Cofidis COF               | Cofidis COF |
| ----------- | ------------------------- | ----------- |
| Num         | Coureur                   | Pos         |
| 221         | Edwig Cammaerts (BEL)     | AB          |
| 222         | Leonardo Duque (COL)      | 67e         |
| 223         | Julien Fouchard (FRA)     | 69e         |
| 224         | Egoitz García (ESP)       | AB          |
| 225         | Arnaud Labbe (FRA)        | 65e         |
| 226         | Adrien Petit (FRA)        | 28e         |
| 227         | Aleksejs Saramotins (LAT) | 18e         |
| 228         | Nico Sijmens (BEL)        | AB          |

| Bretagne-Schuller BSC | Bretagne-Schuller BSC   | Bretagne-Schuller BSC |
| --------------------- | ----------------------- | --------------------- |
| Num                   | Coureur                 | Pos                   |
| 231                   | Florian Vachon (FRA)    | AB                    |
| 232                   | Guillaume Blot (FRA)    | AB                    |
| 233                   | Jean-Luc Delpech (FRA)  | AB                    |
| 234                   | Sébastien Duret (FRA)   | AB                    |
| 235                   | Mathieu Halleguen (FRA) | AB                    |
| 236                   | Johan Le Bon (FRA)      | 44e                   |
| 237                   | Gaël Malacarne (FRA)    | 68e                   |
| 238                   | Laurent Pichon (FRA)    | AB                    |

| NetApp APP | NetApp APP                | NetApp APP |
| ---------- | ------------------------- | ---------- |
| Num        | Coureur                   | Pos        |
| 241        | Markus Eichler (GER)      | HD         |
| 242        | Reto Hollenstein (SUI)    | HD         |
| 243        | Grischa Janorschke (GER)  | AB         |
| 244        | Blaž Jarc (SLO)           | 70e        |
| 245        | Andreas Schillinger (GER) | 71e        |
| 246        | André Schulze (GER)       | AB         |
| 247        | Michael Schwarzmann (GER) | AB         |
| 248        | Timon Seubert (GER)       | AB         |